# Aldo Gabrielli
Aldo Gabrielli (Ripatransone, 21 aprile 1898 – Arma di Taggia, 6 maggio 1978) è stato un grammatico, linguista, lessicografo e scrittore italiano.
È noto ancor oggi per i dizionari che ha redatto, in particolare il Grande Dizionario Italiano che porta la sua firma, costantemente ristampato e aggiornato dopo la sua morte (a cura di Massimo Pivetti e Grazia Gabrielli), e dal 2007 pubblicato dall'Editore Hoepli.

## Biografia
Figlio del fabrianese Paride Gabrielli e della calabrese Giuseppina Libonati, trascorse i primi anni di vita e compì i suoi studi in varie località italiane, seguendo i periodici trasferimenti del padre, impiegato del fisco. Dalla città natale si trasferì prima a Empoli, poi a Fano, Massa e Carrara, dove frequentò il ginnasio e il liceo.
Compì i suoi studi universitari a Pisa e a Padova; in quest'ultima città conseguì le sue due lauree (Giurisprudenza e Lettere) nel 1924, dopo aver combattuto da ufficiale sul Monte Grappa nella prima guerra mondiale.
Dal 1925 intraprese le carriere di critico, giornalista, traduttore e soprattutto linguista.
Residente a Milano, amava ritirarsi periodicamente ad Arma di Taggia, per concentrarsi e dedicarsi alle sue ricerche in tranquillità. Proprio nella località ligure morì, improvvisamente, il 6 maggio 1978. Venne sepolto al Cimitero Maggiore di Milano.
Era il nonno materno di Irene e Veronica Pivetti.

## Opere
- Dizionario dei capolavori della letteratura, del teatro e delle arti, Milano, Ultra, 1945.
- Dizionario linguistico moderno. Guida pratica per scrivere e parlar bene, Milano, Arnoldo Mondadori Editore, 1956.
- Capitani, corsari e avventurieri. Storie meravigliose, Torino, UTET, 1958.
- Dizionario dello stile corretto. Guida pratica per scrivere e parlar bene, Milano, Mondadori, 1960.
- La leggenda d'Enea, Torino, UTET, 1960.
- La vita avventurosa di Lazzarino di Tormes. Romanzo picaresco spagnuolo, Torino, UTET, 1960.
- Avventure nella foresta del vocabolario, Milano, Ceschina, 1963.
- Dizionario dei sinonimi e dei contrari. Analogico e nomenclatore, Milano, Istituto Editoriale Italiano, 1967.
- Dizionario illustrato in sei volumi, Milano, Mondadori, 1968.
- Enciclopedia della lingua italiana, Milano, De Vecchi, 1969.
- Si dice o non si dice? Guida pratica allo scrivere e al parlare, Milano, Mondadori, 1969, 1976, 1980.
- Come parlare e scrivere meglio. Guida pratica all'uso della lingua italiana, Milano, Selezione Reader's Digest, 1975.
- Si dice o non si dice? Aggiunte alla grammatica, Milano, Mondadori, 1976, 1990.
- Il museo degli errori. L'italiano come si parla oggi, Milano, Mondadori, 1977.
- Nella foresta del vocabolario. Storia di parole, Milano, Mondadori, 1978; revisione e aggiornamento di Paolo Pivetti, Mondadori, 1997.
- Dizionario dei verbi italiani. Regolari e irregolari, Milano, Centro Italiano Divulgazione Editoriale, 1981.
- Il mio primo dizionario illustrato, Milano, Mondadori, 1981; III ed. 1986.
- Italiano 10 e lode. Guida pratica al parlare e scrivere correttamente, Milano, Selezione dal Reader's Digest, 1986.
- Grande dizionario illustrato della lingua italiana, 2 voll. (I: A-L; II: M-Z), a cura di Grazia Gabrielli, revisione generale di Massimo Pivetti con Irene Taranta, Milano, Mondadori, 1989; col titolo Dizionario della lingua italiana, 2 voll., Mondadori, 1994.
- Dizionario della lingua italiana, a cura di Grazia Gabrielli, Milano, Carlo Signorelli, 1993, ISBN 978-88-434-0077-5.
- Il piacere dell'italiano. Come districarsi tra i segreti di grammatica e sintassi, a cura di Paolo Pivetti, Milano, Mondadori, 1999.
- Il mio primo vocabolario illustrato della lingua italiana, Milano, Mondadori, 2000, 2011.
- Grande Dizionario Italiano, a cura di Massimo Pivetti e Grazia Gabrielli, Milano, Hoepli, 2008, ISBN  978-88-203-4080-3; II ed., Hoepli, 2011; III ed., Hoepli, 2015; IV ed., Hoepli, 2020, ISBN 978-88-203-9714-2.
- Storia di una parola, Milano, Henry Beyle Editore, 2013, ISBN 978-88-976-0833-2.